# تحالف إندونيسيا المتحدة
تحالف إندونيسيا المتحدة هو تحالف سياسي رسمي في إندونيسيا تم تشكيله من خلال اتفاق سياسي بين ثلاثة أحزاب سياسية من ائتلاف اندونيسيا وهي حزب العمال وحزب الأمانة الوطنية وحزب الاتحاد والتنمية، في مواجهة الانتخابات الرئاسية الإندونيسية 2024.
في 12 مايو 2022 عقد الزعماء الثلاثة للأحزاب المكونة اجتماعًا في مينتينج وسط جاكرتا. هم إيرلانجا هارتارتو (حزب العمال) وذو الكفل حسن (حزب الأمانة) وسوهارسو مونوارفا (حزب الاتحاد). لكلمة «متحدون» فلسفة وهي بيرينجين وسوريا وبيت الله، في حين أن الثلاثة هي رموز لكل من الأحزاب السياسية التي أسست التحالف.